# Armorial

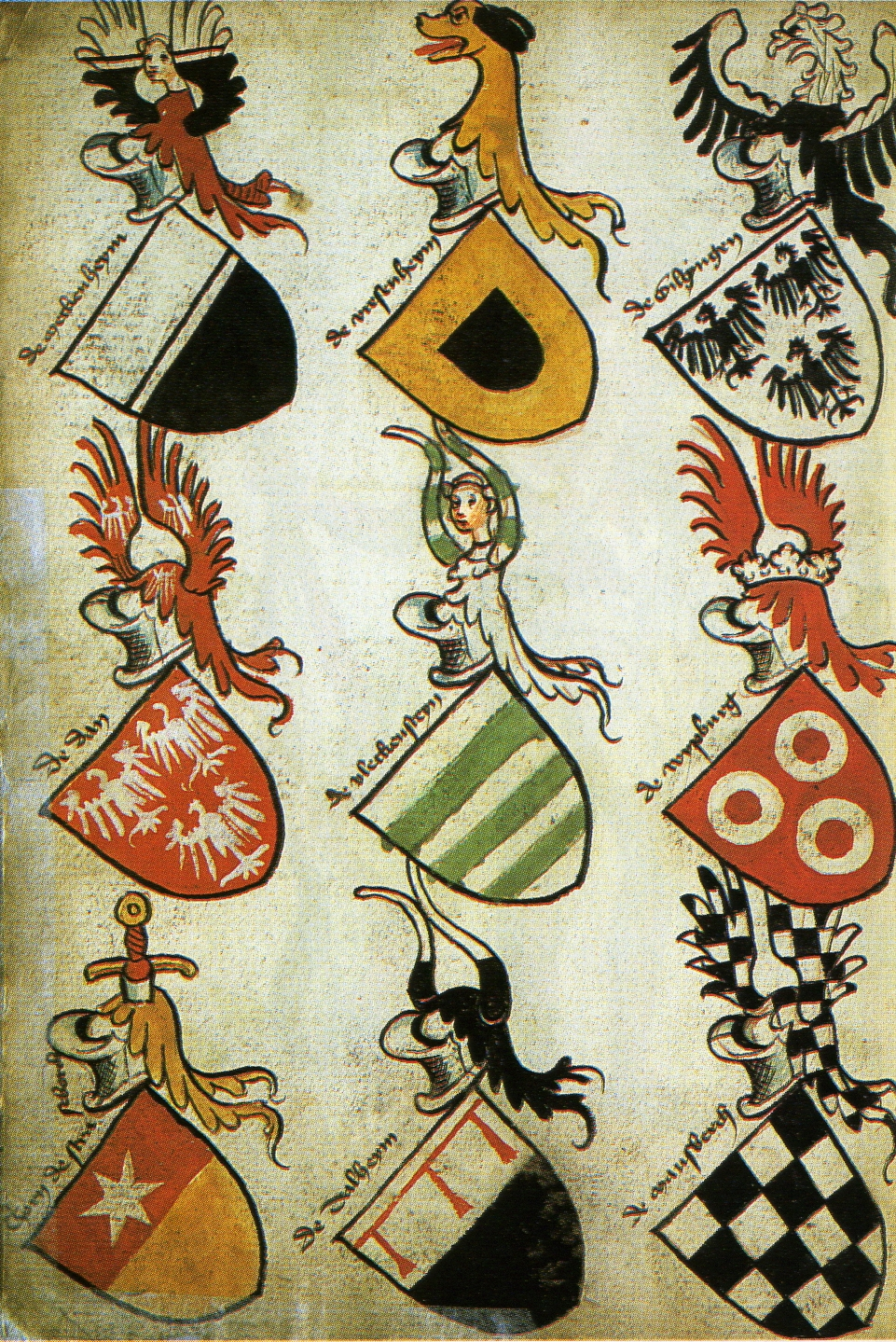
Página del armorial alemán de Hyghalmen Roll, de finales del.

Los armoriales, también llamados libros de armería, son publicaciones dedicadas a la descripción sistemática de emblemas heráldicos o escudos de armas, generalmente obra de oficiales cronistas de armas o heraldos.

## Evolución histórica
El origen de este género de obras remonta a finales del siglo XIII, periodo de apogeo del uso del código heráldico en Europa Occidental, apareciendo en forma de códices o libros manuscritos con repertorios completos o parciales de blasones junto con ilustraciones, frecuentemente iluminadas, que reproducen las figuras o conjuntos heráldicos, con los colores que les pertenecen. Los armoriales, en particular los considerados medievales, publicados hasta el siglo XVI, son empleados por los especialistas como fuente para el estudio historiográfico de los usos heráldicos.
Diferentes museos y archivos en diversos países conservan catalogados unos 350 armoriales de los cuales 130 son ingleses, 80 franceses, 40 germánicos y 20 españoles e italianos.
Una de estas obras, la Crónica del Concilio de Constanza, obra de Ulrich Richental hacia el 1430, fue presentada por la República Checa para su registro en el Programa Memoria del Mundo de la Unesco.

## Tipología
Especialistas como Jean-Bernard de Vaivre y Ottfried Neubecker diferencian los armoriales en función del formato de soporte:
- rollos armoriados (Rolls of arms, rôles d’armes): los rollos armoriados son colecciones de escudos representados en forma de rollos de pergamino, destacados generalmente por su rigor descriptivo al incluir a menudo un registro de acontecimientos contemporáneos que permite la identificación de los personajes y sus emblemas heráldicos;

- códices: los códices son libros manuscritos que incluyen diversos contenidos estructurados en diferentes partes. Este formato es el más frecuente en España, encontrándose la parte dedicada a la heráldica con las descripciones que constituyen el armorial propiamente dicho, junto con breves tratados heráldicos.

Otros especialistas como Martín de Riquer distinguen los armoriales en función de la caracterización de lo representado y así pueden distinguirse:
- armoriales figurados: se reproduce la representación gráfica o dibujo del emblema, generalmente coloreados o mediante un código para reconocer el esmalte utilizado;

- armoriales blasonados: presentan las descripciones heráldicas de forma textual, normalmente en el lenguaje y terminología heráldica aunque otros pueden usar el lenguaje corriente;

- armoriales mixtos: combinan texto e ilustraciones.

Desde el punto de vista del contenido, otros autores dividen los armoriales en: 
- armoriales de ocasión: son los que reúnen los escudos de diversos personajes reunidos para un evento particular, como una batalla o un torneo caballeresco. Algunos de los armoriales más estudiados y difundidos pertenecen a este tipo, como el Armorial de Bigot, con ocasión de la toma de Hainaut por Carlos de Francia en 1254 o el Armorial del tratado de Guerande (Rôle d’armes du traité de Guérande), suscrito por 250 caballeros en 1381. En España se encuentra el Protocolo del torneo de Valladolid de 1527, obra de García Alonso de Torres;

- armoriales institucionales: son los que recopilan las armas de personas pertenecientes a una institución determinada como órdenes de caballería, cofradías o corporaciones. Son ejemplos de este tipo de armoriales, El Grand Armorial Equestre de la Toison d'Or que se conserva en París, y en España, el Libro de la Cofradía de Santiago;

- armoriales generales: son los que registran las armas de todos los caballeros o linajes de un territorio. El Armorial de Gelre que recopila cerca de 1700 escudos de caballeros de toda Europa, fue escrito entre 1370 y 1414;

- armoriales razonados (ordinary rolls): principalmente del ámbito anglosajón, son aquellos que recogen las armas y las ordenan según las características heráldicas de los emblemas representados, como particiones, figuras y piezas;

- armoriales marginales (illustrative rolls): son obras literarias dentro de las cuales se describen conjuntos de emblemas heráldicos.